# Yves Le Prieur
Pour les articles homonymes, voir Prieur.
 (mars 2021).
Si vous disposez d'ouvrages ou d'articles de référence ou si vous connaissez des sites web de qualité traitant du thème abordé ici, merci de compléter l'article en donnant les références utiles à sa vérifiabilité et en les liant à la section « Notes et références ».
Yves Le Prieur, né le 23 mars 1885 à Lorient (Morbihan) et mort le 1er juin 1963 à Nice, France, est un officier de marine et un inventeur français, pionnier dans l'armement aéronaval (1911-1939), l'aviation (1916-1925), la plongée sous-marine (1925-1954), le cinéma (1928-1931), le cinéma sous-marin (1932-1955).

## Biographie

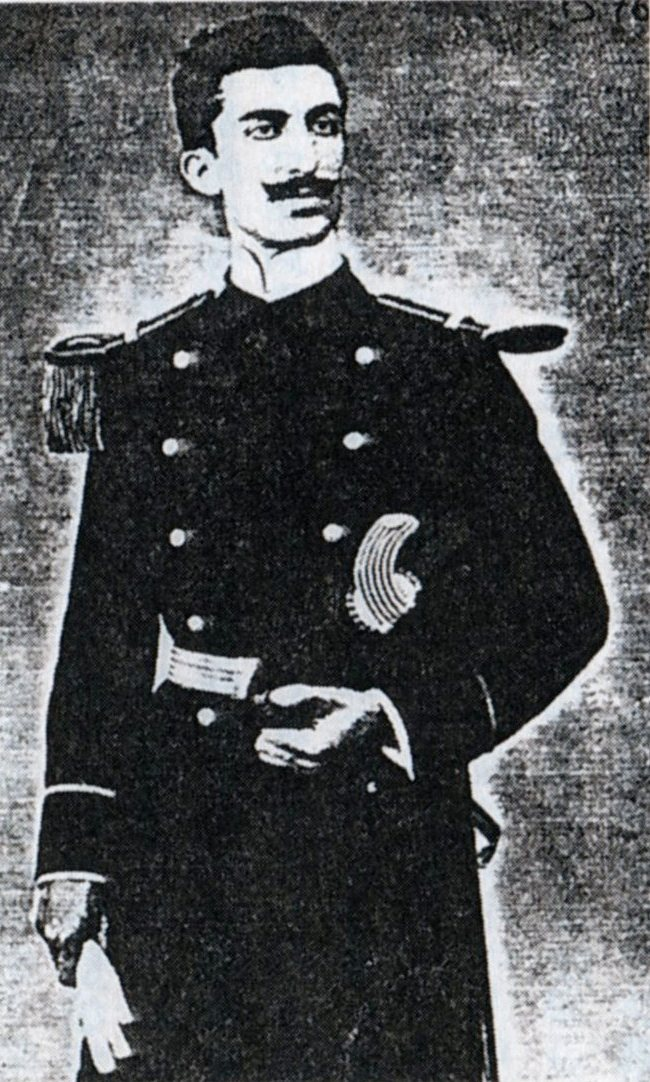
Yves Le Prieur sur le Duguay-Trouin, 1904

### Enfance
Yves Le Prieur, naît à Lorient le 23 mars 1885. Il est le plus jeune des trois fils du premier mariage du capitaine de frégate Edmond Le Prieur (1849-1919), officier de marine issu d'une lignée de marins de Cherbourg, et de sa femme née Marie Kerihuel (1859-1893), fille de Me Pierre Kerihuel, notaire à Quimperlé, et sœur cadette de l'officier de marine Paul-Arthur Kerihuel (1858-1939). Ses parents étaient restés orphelins jeunes tous les deux : Edmond Le Prieur, son frère et sa sœur avaient perdu leur mère encore petits, leur père marin mal remarié, souvent embarqué au loin, les trois enfants avaient eu une vie dramatique après sa mort au cours d'une campagne en Chine, tyrannisés par leur belle-mère (au point que le plus jeune frère s'était enfui et qu'on ne l'avait jamais retrouvé) ; ému, le directeur du collège de Cherbourg qui appréciait le jeune Edmond si studieux malgré tant d'épreuves, l'avait fait entrer à l'École navale en alertant des religieuses qui avaient pris la petite en charge. Le sort avait été moins cruel dans la petite cité bretonne de Quimperlé, la mère de Marie Kerihuel morte à sa naissance alors que le petit Paul-Arthur n'avait qu'un an, le frère et la sœur entourés et choyés par leur père notaire qui, devenu veuf, ne s'était pas remarié ; Marie et Paul-Arthur n'étaient âgés que de douze et treize ans lorsque Me Kerhihuel mourait à son tour, ayant prévu sa succession et s'assurant de tuteurs bienveillants pour s'occuper de ses jeunes enfants orphelins, Paul-Arthur entrait à l'École navale et Marie restait chez les Ursulines entourée de ses compagnes de classe - mariée à 19 ans en 1879 avec l'enseigne de vaisseau Edmond Le Prieur, jeune officier de marine méritant qui avait tant besoin d'un havre de tendresse et de fonder une famille.
Le capitaine de frégate Edmond Le Prieur embarqué pour de longues campagnes en Chine, en Amérique du Sud, au Moyen-Orient, c'est à Lorient, puis à Toulon, que se déroule la vie familiale des premières heureuses années du jeune Yvon (Yves, que tous appellent Yvon, a deux autres prénoms d'état civil, Paul pour son oncle maternel et parrain l'officier de marine Paul-Arthur Kerihuel, et Gaston pour Gaston Lesage, diplomate ami de la famille), petit garçon joueur très sociable et sensible au bonheur, qui adore fabriquer des bateaux en compagnie de son frère aîné René (Henri est mort à deux ans de la rougeole, avant sa naissance) auprès de sa jeune maman aimante qui s'occupe des affaires d'une maisonnée où le papa marin est le plus souvent absent, soucieuse de donner le goût des arts et de l'humanité à ses enfants, tout en entretenant une intense correspondance avec son mari et son frère en mer : Madame Edmond Le Prieur est une jeune femme élégante, cultivée, chérie de ses petits garçons et de son entourage de femmes d'officiers de marine, et de la femme de son frère le capitaine de frégate Paul-Arthur Kerihuel dont elle est très proche, sa charmante belle-sœur, née Amélie de La Villejouan. Grand marin cordial et homme de tact, très apprécié de la société de son temps, le capitaine de vaisseau Edmond Le Prieur qui commande alors en Crète, est invité aux parties de tennis du prince Georges de Grèce qui le tient en grande estime, comme la famille du prince Nicolas de Grèce qui s'en fait un ami. En juin 1893, tout à la joie de retrouver sa famille, le commandant rentre à Toulon avec l'Escadre de Crète qui ramène, sans s'en douter, la dernière épidémie de choléra qui va frapper Toulon : quinze jours plus tard Marie Le Prieur, qui soigne la petite fille d'amis atteinte du choléra, est emportée elle aussi en trois jours à 34 ans, un drame affreux pour son mari, ses enfants et sa famille. Yvon a huit ans, la perte de sa mère chérie le marquera toute sa vie, développant en contrepartie une vitalité et une joie de vivre exceptionnelle, et, plus tard, un plaisir prononcé - et partagé - pour les femmes - pour la femme, sa mère qu'il avait si tendrement chérie et perdue enfant. Le capitaine de frégate et ses enfants quittent Toulon accompagnés du cercueil qu'ils déposent au cimetière de Quimperlé, et s'installent à Lorient. C'est là que, deux ans plus tard, René (brillant élève qui préparait l'École navale), meurt dans sa chambre  pendant son sommeil, victime des émanations d'un poêle à charbon - la famille est cruellement frappée une fois de plus. En octobre 1896, le capitaine de vaisseau Edmond Le Prieur, qui a besoin de vie, se remarie avec une veuve de Châtillon-sur-Seine qui venait de perdre sa petite fille - tous deux sont comblés en 1898 par la naissance de la petite Yvonne, demi-sœur très aimée d'Yvon à qui il sera attaché toute sa vie.
Mais le Capitaine de frégate vit principalement à la mer, trop loin, trop longtemps, laissant sa femme qui, seule à Lorient avec deux enfants, ne s'habitue pas à la vie maritime, - dépressive, on la retrouve sans vie chez elle en avril 1901.

### Carrière dans la marine
Après des études au lycée de Lorient, Yves Le Prieur entre à l'École navale en 1902 qu'il achève en 1904-1905 par une campagne sur le Duguay-Trouin, puis c'est son premier embarquement en Extrême-Orient de 1905 à 1907 à bord du croiseur cuirassé Dupetit-Thouars puis à bord du croiseur protégé D'Entrecasteaux. C'est sur le Dupetit-Thouars en décembre 1905 en rade de Cam Ranh (Annam, actuel Viêt Nam) qu'il découvre la plongée sous-marine en allant évaluer sous l'eau la réparation nécessaire à la coque d'une chaloupe des douanes endommagée. Il gardera de cette première plongée un souvenir émerveillé malgré le déplaisir que lui a causé le lourd scaphandre Rouquayrol-Denayrouze pieds plombés, endossé à cette occasion (énorme combinaison, tête enfermée dans le casque alimenté en air par une pompe manuelle à bord). Il plonge à nouveau un an plus tard, depuis le croiseur D'Entrecasteaux devant l'île de Hainan (Chine), pour dégager une aussière en acier enroulée autour d’une hélice que le scaphandrier du bord n'arrivait pas à libérer. En 1907, il embarque ensuite à bord du croiseur cuirassé Victor Hugo.
L'enseigne de vaisseau Le Prieur est envoyé deux ans au Japon comme élève-interprète (1908-1910), il y découvre les arts martiaux : il suit des cours au dojo de Jigorō Kanō dont il est adepte de la philosophie d'équilibre physique et spirituel qui l'enthousiasme. Il traduit en français le manuel de jiu-jitsu du Maître Yokoyama Sakujiro (en), publié à Paris en 1911 par les Éditions Berger-Levrault (réédité par Yugen éditions en 2013). Le 9 décembre 1909, Yves Le Prieur est le premier homme à voler dans le ciel japonais sur un planeur en structure de bambou et de toile de sa construction selon les plans des frères Voisin. L'exploit a lieu à Tokyo, près du lac Shinobazu, devant des ministres, des ambassadeurs, la presse et la foule enthousiaste.
Au bout des deux ans prévus, Le Prieur quitte le Japon fin mai 1910 et rentre en France par le Transsibérien. En août il est affecté à la Commission de Gâvres. Le 10 septembre 1910, il épouse Françoise Marie à Lorient. Ils auront deux filles : Simone (1912-2015) et Monique (1918-1975). Ils divorcent à Paris en 1921.
Il épousera Anne-Marie Brasseur en secondes noces en 1944, mariage dont ils décideront de ne pas avoir d'enfants : Yves Le Prieur aura pour descendance ses deux petites-filles (puis leurs enfants et leurs petits-enfants) issues du mariage de sa fille Simone en 1941 à Rodez avec Louis Mesnard (1917-2011), fils du magistrat et préfet Georges Mesnard (1884-1949) et petit-fils de l'avocat et député radical-socialiste Louis Puech (1851-1947).

### Inventions pour l'aéronavale et Première Guerre mondiale
En 1911, l'enseigne de vaisseau Le Prieur est élève à l'école des officiers-canonniers à Toulon sur le croiseur Pothuau et les cuirassés Tourville et Mirabeau. Le réglage de tir devient son principal centre de recherches. Brillant balisticien, en 1912 il invente et réalise les calculateurs et les conjugateurs de tir qui vont équiper les unités de la Marine qu'il expérimente à Lorient et à la base aéronavale de Saint-Raphaël, où ses travaux de balistique aéronavale le mèneront sa vie durant.
C'est alors que survient la Première Guerre mondiale, l'enseigne de vaisseau Le Prieur est envoyé à Malte et en Adriatique chargé d'équiper de ses conjugateurs de tir les cuirassés France et Paris, puis la plupart des bâtiments à la suite. En 1914 et 1915, il se consacre à perfectionner différents systèmes de tir, tant des canons d'artillerie navale que des canons de l'armement de terre. Nommé lieutenant de vaisseau en 1915, il est demandé à la base d'hydravions de Cazaux où il travaille à améliorer la technique d'amerrissage. Il se penche aussi sur l'une de ses inventions qui l'aura le plus passionné en ces temps de guerre : le tir de fusées incendiaires depuis un avion en vol sur une cible aérienne. En mai 1916, les fusées Le Prieur - ou roquettes - sont expérimentées à Verdun contre les drachens par l'aviation de chasse (les aviateurs Navarre, Guynemer et Nungesser en font partie), permettant ainsi de reprendre le fort de Douaumont. Les roquettes Le Prieur valent à leur inventeur d'être félicité par le président Raymond Poincaré et d'être décoré de la Légion d'honneur et de la Croix de Guerre. Le major-général britannique Trenchard lui remet la Military Cross à Cachy, quelques jours avant la bataille de la Somme. Paul Painlevé, ministre de la Guerre, avec son ami le physicien Jean Perrin, charge alors le lieutenant de vaisseau Le Prieur (31 ans) de diriger le tout nouveau bureau des inventions rattaché au ministère de la Guerre (bureau qui deviendra le CNRS en 1939). En 1917, il passe son brevet de pilote d'avions à la base aéronavale de Saint-Raphaël (« pour éviter à d'autres de mettre leur vie en danger » lors des essais de ses inventions), où il met au point ses bombes ramées et ses bombes à flotteurs contre les sous-marins, ses affûts de DCA pour Hotchkiss.

### Inventions pour la sécurité en avion
La paix revenue, en 1919, le lieutenant de vaisseau Le Prieur est demandé par Louis Charles Breguet à Villacoublay pour transformer les bombardiers Breguet XIV en avions de transport civil. En juin 1920, Albert de Carsalade le nomme directeur technique à la Précision Moderne qu'il vient de fonder, où Le Prieur se consacre surtout à ses inventions pour la sécurité de l'aviation (en 1920 le « gyroclinomètre » permettant l'amerrissage des hydravions sans visibilité, et le « navigraphe », appareil correcteur des dérives en vol), tout en continuant ses travaux  pour Hotchkiss ; ses « conjugateurs mécaniques » sont adoptés par la Marine en 1922. Il est élu à la toute nouvelle Académie de marine en même temps que Maxime Laubeuf, l'ingénieur inventeur du sous-marin moderne, ami de sa famille. Ses activités d'inventeur ne sont pas compatibles avec le métier de marin embarqué. Ne pouvant reprendre du service à la mer, il quitte alors la Marine avec le grade de capitaine de corvette de réserve.
Le Prieur est aussi dessinateur et mélomane. Il est ami du capitaine de frégate Jean Cras, (compositeur et lui aussi inventeur), du Groupe des Six, de Robert Delaunay et Sonia Delaunay, Fujita, Maurice Utrillo, du sculpteur François Sicard, de l'architecte Robert Mallet-Stevens et de nombreux cinéastes. Une amie d'enfance de sa mère, Cécile Philibert (sœur de l'amiral Philibert) le présente en 1922 à Georges Clemenceau qui s'intéressera amicalement jusqu'à sa mort, à l'inventeur et à ses travaux.
En 1925, Le Prieur participe à la mission aérienne De Goÿs acclamée par la presse (Paris-Gao, au-dessus du Sahara) avec son navigraphe, correcteur de dérives en vol qui équipera les avions de l'Aéropostale et sera utilisé avec succès par Costes et Le Brix dans leur tour du monde en avion en 1928.

### Le scaphandre autonome Fernez-Le Prieur

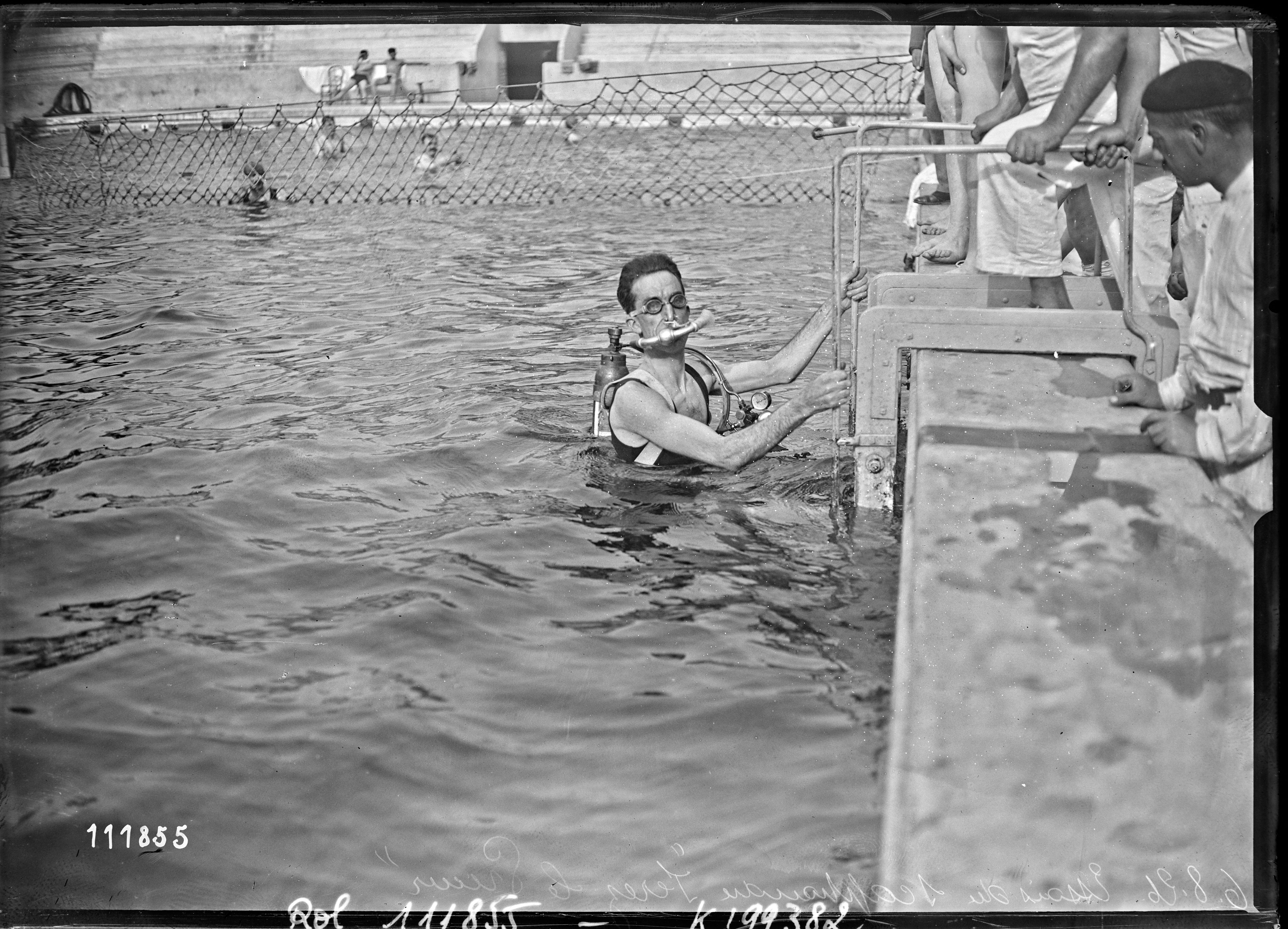
Le capitaine Le Prieur avec son scaphandre à la piscine des Tourelles le 6 août 1926. Agence Rol sur Gallica

À l'Exposition internationale des Arts décoratifs et industriels modernes de 1925 à Paris, Yves Le Prieur s'enthousiasme pour le petit appareil respiratoire pour plongeurs d'éponges et corail en Méditerranée, mis au point par l'industriel Maurice Fernez une dizaine d'années plus tôt, qui ravive ses souvenirs des plongées de midship en Extrême-Orient. Il a l'idée immédiate d'y adapter une bouteille d'air comprimé. Le léger appareil Fernez, juste un pince-nez et un embout buccal rattaché sous l'eau au tuyau du pompage manuel d'air en surface, laisse une grande mobilité aux plongeurs, puisqu'il est dépourvu du casque et de l'encombrante combinaison des scaphandres Rouquayrol-Denayrouze. Les deux hommes s'associent, Le Prieur adjoignant alors une bouteille d'air comprimé portative à l'appareil, ce qui va permettre aux scaphandriers légers de Fernez d'être également libres sous l'eau, indépendants de la surface. Le scaphandre autonome Fernez-Le Prieur est breveté en 1926. Très pris par son usine d'appareils respiratoires en atmosphères polluées, l'industriel Maurice Fernez laisse rapidement à Le Prieur, seul, de promouvoir tout ce que leur appareil de plongée offre désormais à la science et au sport : Le Prieur, inventeur pionnier pour l'aéronavale, devient aussi le pionnier enthousiaste de la plongée sous-marine moderne.
Afin de se rapprocher de la base aéronavale où ses travaux le conduisent depuis près de quinze ans dans le Var, il fait construire en 1926 à Saint-Raphaël sa petite villa avec son port personnel. Il la nomme « le Prieuré » — Clemenceau en est l'un des premiers visiteurs. Il réalise ses essais de plongée du scaphandre au Prieuré et y reçoit les premiers adeptes sportifs de son scaphandre en Méditerranée.
Cette même année 1926, Henri-Claude Martin fait de lui le grand portrait en tenue blanche d'officier de marine un sextant à la main. Ce tableau sera offert à sa mort par sa veuve à la Fédération française d'études et de sports sous-marins de Marseille.

### Inventions pour le cinéma et la marine
En 1928, le cinéaste Jacques de Baroncelli le demande en tant qu'ingénieur-conseil aux studios de Joinville (Société des Cinéromans) où il invente le procédé de la transparence pour le cinéma dont il va proposer le brevet aux États-Unis en 1929 accompagné de Pathé et de Nathan (la réponse d'Hollywood se faisant attendre, Le Prieur s'aperçoit en 1933 que son procédé a été utilisé sans son accord dans le film King-Kong). En 1928, Mme Sancholles-Henraux (parente du sculpteur François Sicard, ami de Georges Clemenceau) réalise sa tête en bronze, conservée au musée des Beaux-Arts de Tours. En 1928, son ami l'architecte Robert Mallet-Stevens, épris lui aussi de Japon et de cinéma, lui dessine et réalise à sa demande une petite maison à Paris sur les Buttes-Chaumont, rue Georges Lardennois, où il s'installe en 1930.
Partageant ses travaux entre Paris à la « Précision Moderne » et à la Base Aéronavale de Saint-Raphaël, il se tourne en 1931 vers des améliorations de son scaphandre autonome qu'il dote d'un masque à hublot (englobant les yeux, le nez et la bouche) où arrive l'air de la bouteille, selon lui plus pratique et moins dangereux que le système du petit appareil Fernez à lunettes, pince-nez et embout buccal. Fort de son expérience cinématographique, il réalise des caissons étanches destinés à la photographie et au cinéma sous-marins. En balisticien éprouvé, il commence à mettre au point un fusil-harpon pour la chasse sous-marine.
En mai 1935, la Marine française adopte le scaphandre autonome Le Prieur sur tous ses bâtiments, suivie par les sapeurs-pompiers de Paris (qui utiliseront aussi son « habit chauffant » de 1936 pour leurs plongées dans la Seine).
Yves Le Prieur fonde un club de plongée le 1er août 1935 au Prieuré avec son ami le cinéaste scientifique Jean Painlevé qui utilise le scaphandre autonome Le Prieur depuis 1933 pour filmer la faune sous-marine (il utilisait avant le petit appareil Fernez à pompage extérieur). Il s'agit du premier club de plongée sous-marine, le « Club des Sous-l'Eau » qui deviendra bientôt à Paris le « Club des Scaphandres et de la Vie Sous l'Eau », dont est membre, parmi une trentaine de plongeurs sportifs en scaphandre autonome, son ami Louis de Corlieu avec ses palmes de caoutchouc. Une grande soirée de gala en scaphandres aura lieu à la piscine Pontoise le 16 mai 1936 en présence du ministre de la Marine M. Pietri, le photographe Philippe Halsman, photographe sous l'eau pour l'occasion, y ayant fait de superbes photos. Des divergences d'opinions se lèvent entre Jean Painlevé et Yves Le Prieur (Le Prieur a toujours réprouvé la politique partisane : selon lui, trop souvent causes de débordements et de discordes de société, les partis politiques, de quelque tendance qu'ils soient, empêchent la libre conscience personnelle, alors que Jean Painlevé, qui adhère aux idéaux communistes en vogue, lui reproche d'être fasciste...). Le club sera dissous à la fin de l'été 1936, après un an d'une vie aussi brillante qu'éphémère.
Jean Cocteau, initié par Yves Le Prieur à la plongée en scaphandre dans le petit port du Prieuré pendant l'été 1937, prend l'inventeur pour modèle de sa pièce Les Parents terribles (1938) avec son « fusil-harpon sous-marin » (fabriqué par Gastinne-Renette en 1936). Ses nouveaux appareils Nautilus pour la plongée sous-marine exposés peu après au musée océanographique de Monaco, rencontrent un grand succès auprès des enthousiastes méditerranéens (dont le prince Radziwill et la princesse Marina de Grèce, duchesse de Kent, qui, au Prieuré, retrouve avec émotion le souvenir des liens d'amitié tissés autrefois par son père le prince Nicolas de Grèce avec le commandant Edmond Le Prieur). Particulièrement intéressé par le fusil-harpon Le Prieur, le plongeur et écrivain américain Guy Gilpatric cite longuement son ami Yves Le Prieur dans son livre The compleat Goggler, publié à New York en 1938. À l'automne, Le Prieur donne une série de conférences très courues avec projections de ses films sous-marins à l'Institut Océanographique de Paris. Il partage de nombreux intérêts techniques et philosophiques (comme leur conviction commune des méfaits de la politique de parti) avec son ami Antoine de Saint-Exupéry. En 1939, il a une controverse avec le professeur Auguste Piccard au sujet du projet de bathyscaphe que ce dernier estime pionnier, ce que réfute Le Prieur en se référant à la bathysphère de son ami William Beebe qui avait déjà plongé à 923 mètres aux États-Unis en 1934.
En juillet 1939, Le Prieur organise une expédition d'exploration d'archéologie sous-marine dans le golfe de Fos avec les professeurs Petit, Prat et Denizot de la Faculté des Sciences de Marseille mais le mauvais temps l'oblige à remettre les essais en septembre (ce qu'empêchera la guerre).
C'est au Prieuré en juin 1939, avec sa jeune femme Simone, que le jeune officier de marine Jacques Cousteau (poussé à la plongée par Philippe Tailliez depuis deux ans) vient voir pour la première fois l'inventeur qu'il rêve de rencontrer. Le jeune Cousteau est envoyé par son beau-père, le commandant Henri Melchior qui dirige alors l'Air liquide : Melchior et Le Prieur sont amis de longue date - qui plus est ayant vécu tous deux au Japon - et l'inventeur a accepté bien volontiers de recevoir le jeune gendre enthousiaste pour lui expliquer en détail les subtilités de son scaphandre autonome, sa caméra sous-marine et sa cage à requins pour filmer en mer...

### Seconde guerre mondiale
Capitaine de frégate de réserve depuis 1937, Le Prieur est rappelé sous les drapeaux en septembre 1939 (la guerre empêchant donc la poursuite de ses recherches sous-marines). Il intègre la Commission scientifique de la Marine du Centre d'Études de Toulon que dirige l'amiral Fenard - mais le Centre au complet est embarqué vers Alger le 22 juin 1940, tout le monde démobilisé dès l'arrivée à Alger. Revenu à Toulon début août, n'ayant pas accepté la proposition de Fenard de rejoindre le colonel de Gaulle qu'il n'appréciait pas (son ami Saint-Exupéry alors secrètement pressenti par les U.S.A.), Le Prieur s'installe au Prieuré pour la durée de la guerre, reprenant ses diverses inventions sans moyens financiers.
Début juillet, peu après une deuxième visite de Jacques Cousteau en juin 1942 (avec sa femme Simone et son ami Frédéric Dumas), venu présenter au Prieuré un scaphandre auquel il travaille avec Émile Gagnan (ingénieur de son beau-père à l'Air liquide), Le Prieur est en mission secrète à Berne « à ses risques et périls ». Il revient à l'automne en refusant de participer au sabordage de la Flotte de Toulon. Après un séjour à Paris en avril 1943 à l'invitation de Cousteau au gala de son premier film sous-marin (où Le Prieur est stupéfait de voir le public en uniforme SS, indigné au constat évident de la collaboration de Cousteau avec les occupants nazis aux fins de promouvoir ses ambitions), Saint-Raphaël subissant des bombardements qui ont endommagé le Prieuré, il se replie à Ampus (Var) où, le 14 mars 1944, il épouse Anne-Marie Brasseur, son amie peintre. Ils décideront de ne pas avoir d'enfants de son second mariage.
En 1945 (à soixante ans), ses travaux ayant souffert des contretemps de la guerre, il apporte à son scaphandre un détendeur extrêmement sensible, mais il apprend alors que la Marine vient de remplacer le scaphandre Le Prieur de 1935 par le scaphandre Cousteau-Gagnan. Il s'aperçoit aussi que sa renommée est très sérieusement entamée au profit de celle du nouveau venu de la plongée sous-marine. En 1946, Cousteau publie chez Durel son livre Par dix-huit mètres de fond, qu'il dédie « Au Commandant Yves Le Prieur, pionnier, maître et ami » dont, malgré cet apparent hommage, Cousteau s'attribue progressivement tous les travaux antérieurs, jusqu'à éliminer les appareils Le Prieur alors exposés au musée océanographique de Monaco. Profondément écœuré mais réaliste, Le Prieur renonce à intenter un procès contre Cousteau qui a écarté sans façon tous ses autres concurrents (dont l'excellent Georges Commeinhes). En 1952, alors qu'il préside l'Institut de Recherches Sous-marines de Cannes, Le Prieur s'associe avec Dimitri Rebikoff, jeune ingénieur inventeur du flash électronique et grand plongeur.
En 1953, après avoir vendu la maison des Buttes-Chaumont à Paris et le Prieuré à Saint-Raphaël, Le Prieur et sa femme s'installent à Nice dans leur villa Carpe Diem, sur la colline du Parc Impérial. C'est à Nice qu'il écrit son livre retraçant sa vie de savant et pionnier, Premier de Plongée, publié aux Éditions France-Empire en octobre 1956. Travaillant alors à peindre la chapelle de Villefranche-sur-Mer et ne pouvant se trouver à Paris pour la présentation du livre de son ami, Jean Cocteau lui adresse depuis St Jean Cap Ferrat son « Salut » du 3 octobre, qui sera lu en public : 
Le commandant Le Prieur meurt à Nice le 1er juin 1963 « fier, de toutes mes entreprises de marin et d'inventeur, d'avoir été le premier d'entre tous à plonger dans l'eau, libre de tout lien avec le monde terrestre », selon la dernière phrase de son livre Premier de Plongée. Après des funérailles officielles, il est inhumé sur les hauteurs de Nice, devant la mer.
(La correspondance, les brevets, les carnets (carnet du Japon 1908-1910, cahier de la guerre 1914-1918, cahier de la mission de Goÿs Paris-Gao 1925), les photos et les papiers personnels  du commandant Yves le Prieur ont été versés aux Archives de la Marine et sont consultables sur demande au Service Historique de la Défense du château de Vincennes.)

## Principales inventions

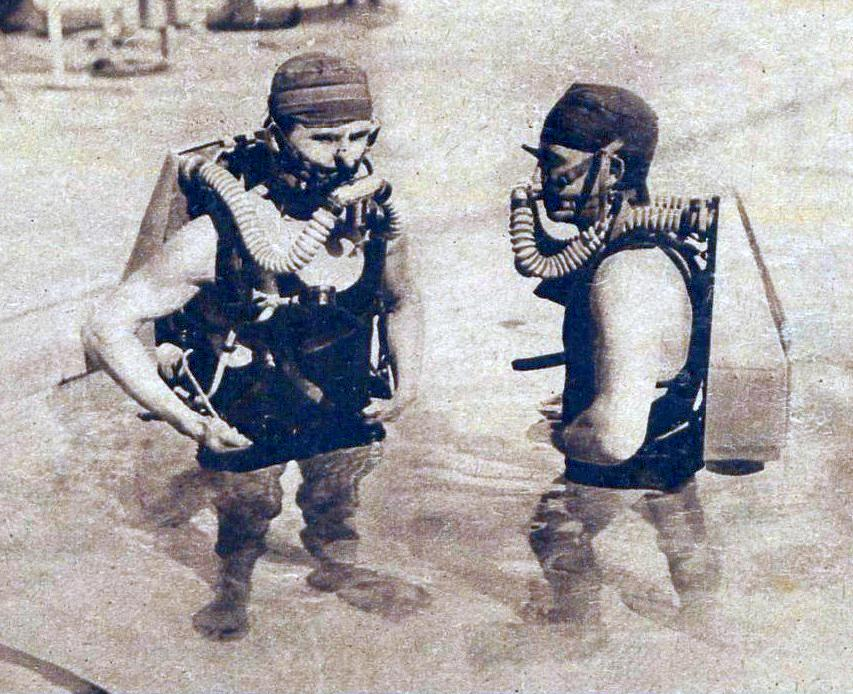
Nageurs américains reprenant en piscine les expérimentations du commandant Yves Le Prieur, en novembre 1927.

### Auto-correcteur de tir aérien (1915)
Il est basé sur un système de girouette et de réglette but. C'est un correcteur de tir qui, aux commandes de l'armement défensif d'un avion biplace, permet d'ajuster un adversaire en trajectoire transversale, parfois en permettant de toucher au but des avions ennemis situés jusqu'à une distance de 300 mètres. Entraînés d'abord à l'aérodrome de Cazaux (dans le département de la Gironde en Nouvelle-Aquitaine), les équipages de l'escadrille de chasse numéro 67 sont envoyés en service aérien à Verdun. Parmi ces pilotes de chasse, Jean Navarre, avec le correcteur de tir Le Prieur, abattra quatre avions ennemis, le 3 avril 1916.

### Fusées Le Prieur(1916)
Elles sont mises en service à partir du mois de mai 1916 et utilisées comme armement offensif à bord d'avions de chasse. Elles étaient destinées à la destruction des Zeppelins allemands qui bombardaient Paris. En juin 1916, Le Prieur part pour Cachy, sur le front de la Somme, afin d'équiper les avions de chasse avec ses fusées. Après quelques entraînements, l'adjudant Bloch obtient cinq victoires aériennes. Appelées « fusées » à leur époque, elles sont déjà des roquettes, elles seront utilisées jusqu'à la Seconde Guerre mondiale, et même au-delà.

### Scaphandre autonome manuel (1926)
Le Prieur, ayant assisté au Grand Palais, en 1925, à une démonstration que Maurice Fernez faisait de l’un de ses appareils de respiration subaquatiques (alimenté en air de surface par une pompe), proposa à Fernez de remplacer sa pompe et son tube respiratoire par une réserve d'air qui offrirait au plongeur l'autonomie et l'indépendance de la surface. Fernez accepta ; un an plus tard, en 1926, ils brevetèrent ensemble leur scaphandre Fernez-Le Prieur. Les apports de Fernez incluaient un pince-nez, des lunettes dites « lunettes Fernez » et une soupape de non-retour pour l'échappement de l'air d'expiration du plongeur. L'apport de Le Prieur fut un détendeur de plongée manuel (ou manodétendeur) qu'il avait conçu et couplé à une bouteille d'air comprimé de la société Michelin. Le Prieur remplacera les lunettes et le pince-nez de Fernez par un petit masque à hublot, plus sûr, en 1931. Le poumon autonome du Prieur à valves manuelles pouvait fournir de l'air à deux plongeurs et délivrait de l’air uniquement à pression constante et en fonction de vannes commandées à la main. Ce détendeur manuel resta en usage jusqu'à l'arrivée, en 1943, du détendeur automatique, mis au point pendant la guerre par Émile Gagnan et Jacques Cousteau.

## Décorations
Légion d'honneur
Croix de guerre (1914-1918)
Military cross

## LivrePremier de plongée
- Commandant Le Prieur, Premier de plongée, Éditions France-Empire, 1re édition Paris 1956, 2e édition Paris 1991
- Commandant Le Prieur, Premier de Plongée, édition condensée pour la Bibliothèque Verte, Librairie Hachette, Paris 1967